# Reynel
Reynel ist eine französische Gemeinde mit 129 Einwohnern (Stand: 1. Januar 2022) im Département Haute-Marne in der Region Grand Est. Sie gehört zum Arrondissement Chaumont und zum Kanton Bologne.

## Geografie
Die Gemeinde Reynel liegt 25 Kilometer nordöstlich von Chaumont in einem Seitental der Manoise.

## Bevölkerungsentwicklung
| Jahr                       | 1962 | 1968 | 1975 | 1982 | 1990 | 1999 | 2008 | 2019 |
| Einwohner                  | 274  | 275  | 233  | 179  | 165  | 162  | 130  | 126  |
| Quellen: Cassini und INSEE |      |      |      |      |      |      |      |      |

## Sehenswürdigkeiten

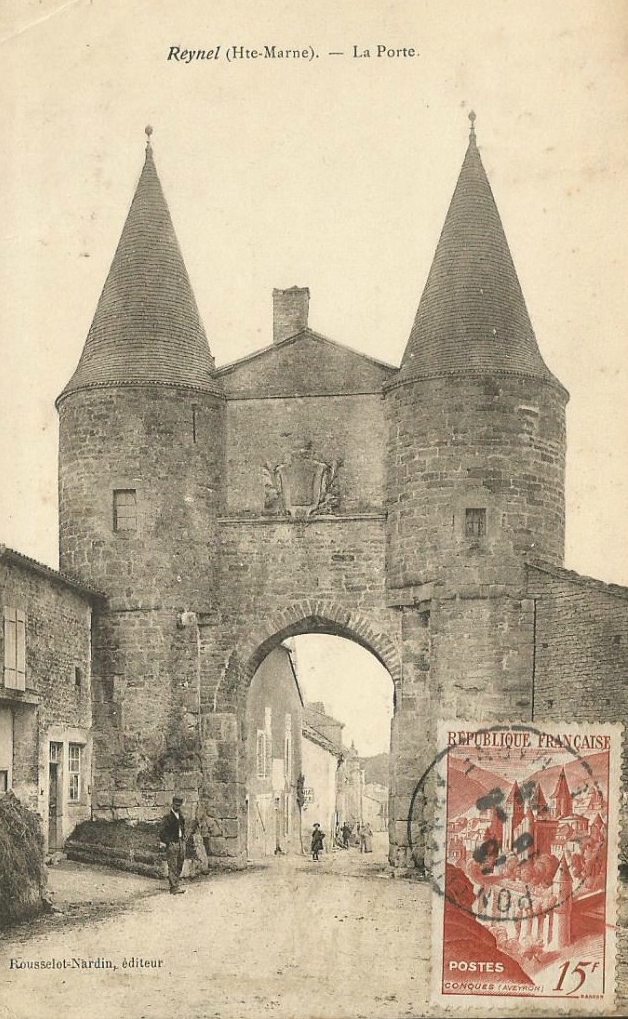
Stadttor um 1910

- Schloss Reynel (17. Jahrhundert)
- Stadttor (Monument historique)